# سیارک ۴۳۱۸
سیارک ۴۳۱۸ (به انگلیسی: 4318 Bata، نامگذاری:1980DE1) چهار هزار و سیصد و هجدهمین سیارک کشف شده‌است که در ۲۱ فوریه ۱۹۸۰ کشف شد.
قدر مطلق سیارک برابر ۱۱٫۶۰ است.